# Chrystus podnoszący swoje szaty (obraz Francisco de Zurbarána)
Chrystus podnoszący swoje szaty (hiszp. Cristo recogiendo sus vestiduras) – powstały w XVII wieku obraz autorstwa hiszpańskiego malarza barokowego Francisco de Zurbarána.
Dzieło znajduje się w kościele św. Jana Chrzciciela w Jadraque w Hiszpanii.